# Fritz Kreutzer
Fritz Kreutzer (Vienna, 1895 – ...) è stato un calciatore e allenatore di calcio austriaco, di ruolo centrocampista.
Il suo vero nome era Anton Kreutzer; fu tuttavia ribattezzato Fritz e con questo nome è stato più spesso ricordato.

## Carriera

### Wiener AF
Di ruolo centromediano, inizia la carriera nella massima serie austriaca con il Wiener AF, compagine con la quale vince la Coppa d'Austria del 1922. Dopo la retrocessione dei suoi nel 1924 si trasferisce in Italia.

### Torino
Debuttò segnando nel campionato italiano il 5 ottobre 1924 in Torino-Reggiana 3-1; al termine di quel campionato, che vide i piemontesi arrivare sesti nel gruppo A della Divisione Nord del campionato di prima divisione, si tolse comunque la soddisfazione di farsi notare nella partita contro il Genoa, vincitore del gruppo e successivamente finalista in campionato, durante la partita casalinga del 7 dicembre 1924 terminata con un pareggio per 1-1 provocò il calcio di punizione e, sullo sviluppo dello stesso, propiziò il gol di Chiaberti.
Segnò l'altra sua rete in maglia granata il 13 dicembre 1925 in Torino-Udinese 7-0.

### Napoli
Dopo l'esperienza piemontese, fu ingaggiato dall'Internaples, club campano che alcuni giorni dopo cambiò nome in Napoli, collezionando 18 presenze nella Divisione Nazionale 1926-1927, compresa la prima partita disputata dalla neo costituita squadra, la sconfitta casalinga del 3 ottobre 1926 contro l'Inter per 3-0. In qualità di giocatore-allenatore fu anche il primo mister della storia partenopea, anche se già a partire dal 30 ottobre 1926 fu esonerato, sostituito da Bino Skasa; i giornali dell'epoca ritennero la scelta necessaria, essendo per Kreutzer troppo gravoso giocare e allenare allo stesso tempo, nonché per dare alla squadra un vero trainer. Realizzò per il Napoli anche il primo gol su rigore in assoluto, il 26 dicembre 1926, nella sconfitta esterna a Roma contro l'Alba per 5-2; una settimana prima, il 19 dicembre, realizzò la prima rete del club partenopeo all'Inter, nella sconfitta esterna di Milano per 9-2. Avrebbe segnato un altro gol, su rigore, in Napoli-Genoa del 2 gennaio 1927, la marcatura del momentaneo 2-1 per partenopei; la gara, terminata poi 3-2 per i liguri, diventò una sconfitta per i campani per 2-0 a tavolino per le intemperanze dei tifosi del Napoli che tentarono di invadere il campo per aggredire l'arbitro, reo di non aver convalidato il gol del pareggio partenopeo. Non appena ottenuta la prima vittoria stagionale, conseguita in Coppa CONI contro l'Alba (10 aprile 1927), partita nella quale segnò un gol ma fu anche espulso con conseguente squalifica per una giornata, lasciò il Napoli tornando in patria, deluso per la pessima stagione della squadra. Secondo un aneddoto, aveva giurato che alla prima vittoria del Napoli in una competizione ufficiale avrebbe fatto ritorno in Austria a piedi, mantenendo poi la promessa.
In totale, tra Torino e Napoli, disputò 57 gare nell'allora massima categoria del campionato di calcio italiano.